# Lista planetelor minore/2301–2400
Aceasta este Lista planetelor minore/2301–2400; pentru a naviga prin lista completă vezi Lista planetelor minore.
Pentru ale detalii vezi și Proiect:Astronomie sau Portal:Astronomie.
| Nume                 | Denumire provizorie | Data descoperirii  | Locul descoperirii      | Descoperitor(i)                                        |
| -------------------- | ------------------- | ------------------ | ----------------------- | ------------------------------------------------------ |
| 2301 Whitford        | 1965 WJ             | 20 noiembrie 1965  | Brooklyn⁠(d)             | Indiana University⁠(d)                                  |
| 2302 Florya          | 1972 TL2            | 2 octombrie 1972   | Nauchnij⁠(d)             | N. E. Kurocikin                                        |
| 2303 Retsina         | 1979 FK             | 24 martie 1979     | Zimmerwald⁠(d)           | P. Wild                                                |
| 2304 Slavia          | 1979 KB             | 18 mai 1979        | Kleť                    | A. Mrkos                                               |
| 2305 King            | 1980 RJ1            | 12 septembrie 1980 | Harvard Observatory⁠(d)  | Harvard Observatory⁠(d)                                 |
| 2306 Bauschinger     | 1939 PM             | 15 august 1939     | Heidelberg              | K. Reinmuth                                            |
| 2307 Garuda          | 1957 HJ             | 18 aprilie 1957    | La Plata Observatory⁠(d) | La Plata Observatory⁠(d)                                |
| 2308 Schilt          | 1967 JM             | 6 mai 1967         | El Leoncito⁠(d)          | C. U. Cesco⁠(d), A. R. Klemola⁠(d)                       |
| 2309 Mr. Spock       | 1971 QX1            | 16 august 1971     | El Leoncito             | J. Gibson⁠(d)                                           |
| 2310 Olshaniya       | 1974 SU4            | 26 septembrie 1974 | Nauchnij⁠(d)             | L. V. Juravliova                                       |
| 2311 El Leoncito     | 1974 TA1            | 10 octombrie 1974  | El Leoncito⁠(d)          | Felix Aguilar Observatory⁠(d)                           |
| 2312 Duboshin        | 1976 GU2            | 1 aprilie 1976     | Nauchnij⁠(d)             | N. S. Cernîh                                           |
| 2313 Aruna           | 1976 TA             | 15 octombrie 1976  | Anderson Mesa           | H. L. Giclas⁠(d)                                        |
| 2314 Field           | 1977 VD             | 12 noiembrie 1977  | Harvard Observatory⁠(d)  | Harvard Observatory⁠(d)                                 |
| 2315 Czechoslovakia  | 1980 DZ             | 19 februarie 1980  | Kleť                    | Z. Vávrová⁠(d)                                          |
| 2316 Jo-Ann          | 1980 RH             | 2 septembrie 1980  | Anderson Mesa           | E. Bowell                                              |
| 2317 Galya           | 2524 P-L            | 24 septembrie 1960 | Palomar                 | C. J. van Houten, I. van Houten-Groeneveld, T. Gehrels |
| 2318 Lubarsky        | 6521 P-L            | 24 septembrie 1960 | Palomar                 | C. J. van Houten, I. van Houten-Groeneveld, T. Gehrels |
| 2319 Aristides       | 7631 P-L            | 17 octombrie 1960  | Palomar                 | C. J. van Houten, I. van Houten-Groeneveld, T. Gehrels |
| 2320 Blarney         | 1979 QJ             | 29 august 1979     | Zimmerwald⁠(d)           | P. Wild                                                |
| 2321 Lužnice         | 1980 DB1            | 19 februarie 1980  | Kleť                    | Z. Vávrová⁠(d)                                          |
| 2322 Kitt Peak       | 1954 UQ2            | 28 octombrie 1954  | Brooklyn⁠(d)             | Indiana University⁠(d)                                  |
| 2323 Zverev          | 1976 SF2            | 24 septembrie 1976 | Nauchnij⁠(d)             | N. S. Cernîh                                           |
| 2324 Janice          | 1978 VS4            | 7 noiembrie 1978   | Palomar                 | E. F. Helin, S. J. Bus                                 |
| 2325 Chernykh        | 1979 SP             | 25 septembrie 1979 | Kleť                    | A. Mrkos                                               |
| 2326 Tololo          | 1965 QC             | 29 august 1965     | Brooklyn⁠(d)             | Indiana University⁠(d)                                  |
| 2327 Gershberg       | 1969 TQ4            | 13 octombrie 1969  | Nauchnij⁠(d)             | B. A. Burnașeva                                        |
| 2328 Robeson         | 1972 HW             | 19 aprilie 1972    | Nauchnij                | T. M. Smirnova                                         |
| 2329 Orthos          | 1976 WA             | 19 noiembrie 1976  | La Silla                | H.-E. Schuster⁠(d)                                      |
| 2330 Ontake          | 1977 DS3            | 18 februarie 1977  | Kiso⁠(d)                 | H. Kosai⁠(d), K. Hurukawa⁠(d)                            |
| 2331 Parvulesco      | 1936 EA             | 12 martie 1936     | Uccle⁠(d)                | E. Delporte                                            |
| 2332 Kalm            | 1940 GH             | 4 aprilie 1940     | Turku                   | L. Oterma                                              |
| 2333 Porthan         | 1943 EP             | 3 martie 1943      | Turku                   | Y. Väisälä⁠(d)                                          |
| 2334 Cuffey          | 1962 HD             | 27 aprilie 1962    | Brooklyn⁠(d)             | Indiana University⁠(d)                                  |
| 2335 James           | 1974 UB             | 17 octombrie 1974  | Palomar                 | E. F. Helin                                            |
| 2336 Xinjiang        | 1975 WL1            | 26 noiembrie 1975  | Nanking⁠(d)              | Purple Mountain Observatory⁠(d)                         |
| 2337 Boubín          | 1976 UH1            | 22 octombrie 1976  | Zimmerwald⁠(d)           | P. Wild                                                |
| 2338 Bokhan          | 1977 QA3            | 22 august 1977     | Nauchnij⁠(d)             | N. S. Cernîh                                           |
| 2339 Anacreon        | 2509 P-L            | 24 septembrie 1960 | Palomar                 | C. J. van Houten, I. van Houten-Groeneveld, T. Gehrels |
| 2340 Hathor          | 1976 UA             | 22 octombrie 1976  | Palomar                 | C. T. Kowal⁠(d)                                         |
| 2341 Aoluta          | 1976 YU1            | 16 decembrie 1976  | Nauchnij⁠(d)             | L. I. Cernîh                                           |
| 2342 Lebedev         | 1968 UQ             | 22 octombrie 1968  | Nauchnij                | T. M. Smirnova                                         |
| 2343 Siding Spring   | 1979 MD4            | 25 iunie 1979      | Siding Spring           | E. F. Helin, S. J. Bus                                 |
| 2344 Xizang          | 1979 SC1            | 27 septembrie 1979 | Nanking⁠(d)              | Purple Mountain Observatory⁠(d)                         |
| 2345 Fučik           | 1974 OS             | 25 iulie 1974      | Nauchnij⁠(d)             | T. M. Smirnova                                         |
| 2346 Lilio           | 1934 CB             | 5 februarie 1934   | Heidelberg              | K. Reinmuth                                            |
| 2347 Vinata          | 1936 TK             | 7 octombrie 1936   | Flagstaff⁠(d)            | H. L. Giclas⁠(d)                                        |
| 2348 Michkovitch     | 1939 AA             | 10 ianuarie 1939   | Belgrade⁠(d)             | M. B. Protić⁠(d)                                        |
| 2349 Kurchenko       | 1970 OG             | 30 iulie 1970      | Nauchnij⁠(d)             | T. M. Smirnova                                         |
| 2350 von Lüde        | 1938 CG             | 6 februarie 1938   | Heidelberg              | A. Bohrmann⁠(d)                                         |
| 2351 O'Higgins       | 1964 VD             | 3 noiembrie 1964   | Brooklyn⁠(d)             | Indiana University⁠(d)                                  |
| 2352 Kurchatov       | 1969 RY             | 10 septembrie 1969 | Nauchnij⁠(d)             | L. I. Cernîh                                           |
| 2353 Alva            | 1975 UD             | 27 octombrie 1975  | Zimmerwald⁠(d)           | P. Wild                                                |
| 2354 Lavrov          | 1978 PZ3            | 9 august 1978      | Nauchnij⁠(d)             | L. I. Cernîh, N. S. Cernîh                             |
| 2355 Nei Monggol     | 1978 UV1            | 30 octombrie 1978  | Nanking⁠(d)              | Purple Mountain Observatory⁠(d)                         |
| 2356 Hirons          | 1979 UJ             | 17 octombrie 1979  | Anderson Mesa           | E. Bowell                                              |
| 2357 Phereclos       | 1981 AC             | 1 ianuarie 1981    | Anderson Mesa           | E. Bowell                                              |
| 2358 Bahner          | 1929 RE             | 2 septembrie 1929  | Heidelberg              | K. Reinmuth                                            |
| 2359 Debehogne       | 1931 TV             | 5 octombrie 1931   | Heidelberg              | K. Reinmuth                                            |
| 2360 Volgo-Don       | 1975 VD3            | 2 noiembrie 1975   | Nauchnij⁠(d)             | T. M. Smirnova                                         |
| 2361 Gogol           | 1976 GQ1            | 1 aprilie 1976     | Nauchnij                | N. S. Cernîh                                           |
| 2362 Mark Twain      | 1976 SH2            | 24 septembrie 1976 | Nauchnij                | N. S. Cernîh                                           |
| 2363 Cebriones       | 1977 TJ3            | 4 octombrie 1977   | Nanking⁠(d)              | Purple Mountain Observatory⁠(d)                         |
| 2364 Seillier        | 1978 GD             | 14 aprilie 1978    | La Silla                | H. Debehogne                                           |
| 2365 Interkosmos     | 1980 YQ             | 30 decembrie 1980  | Kleť                    | Z. Vávrová⁠(d)                                          |
| 2366 Aaryn           | 1981 AC1            | 10 ianuarie 1981   | Anderson Mesa           | N. G. Thomas⁠(d)                                        |
| 2367 Praha           | 1981 AK1            | 8 ianuarie 1981    | Kleť                    | A. Mrkos                                               |
| 2368 Beltrovata      | 1977 RA             | 4 septembrie 1977  | Zimmerwald⁠(d)           | P. Wild                                                |
| 2369 Chekhov         | 1976 GC8            | 4 aprilie 1976     | Nauchnij⁠(d)             | N. S. Cernîh                                           |
| 2370 van Altena      | 1965 LA             | 10 iunie 1965      | El Leoncito⁠(d)          | A. R. Klemola⁠(d)                                       |
| 2371 Dimitrov        | 1975 VR3            | 2 noiembrie 1975   | Nauchnij⁠(d)             | T. M. Smirnova                                         |
| 2372 Proskurin       | 1977 RA8            | 13 septembrie 1977 | Nauchnij                | N. S. Cernîh                                           |
| 2373 Immo            | 1929 PC             | 4 august 1929      | Heidelberg              | M. F. Wolf                                             |
| 2374 Vladvysotskij   | 1974 QE1            | 22 august 1974     | Nauchnij⁠(d)             | L. V. Juravliova                                       |
| 2375 Radek           | 1975 AA             | 8 ianuarie 1975    | Hamburg-Bergedorf       | L. Kohoutek                                            |
| 2376 Martynov        | 1977 QG3            | 22 august 1977     | Nauchnij⁠(d)             | N. S. Cernîh                                           |
| 2377 Shcheglov       | 1978 QT1            | 31 august 1978     | Nauchnij                | N. S. Cernîh                                           |
| 2378 Pannekoek       | 1935 CY             | 13 februarie 1935  | Johannesburg⁠(d)         | H. van Gent⁠(d)                                         |
| 2379 Heiskanen       | 1941 ST             | 21 septembrie 1941 | Turku                   | Y. Väisälä⁠(d)                                          |
| 2380 Heilongjiang    | 1965 SN             | 18 septembrie 1965 | Nanking⁠(d)              | Purple Mountain Observatory⁠(d)                         |
| 2381 Landi           | 1976 AF             | 3 ianuarie 1976    | El Leoncito⁠(d)          | Felix Aguilar Observatory⁠(d)                           |
| 2382 Nonie           | 1977 GA             | 13 aprilie 1977    | Bickley⁠(d)              | Perth Observatory⁠(d)                                   |
| 2383 Bradley         | 1981 GN             | 5 aprilie 1981     | Anderson Mesa           | E. Bowell                                              |
| 2384 Schulhof        | 1943 EC1            | 2 martie 1943      | Nice                    | M. Laugier⁠(d)                                          |
| 2385 Mustel          | 1969 VW             | 11 noiembrie 1969  | Nauchnij⁠(d)             | L. I. Cernîh                                           |
| 2386 Nikonov         | 1974 SN1            | 19 septembrie 1974 | Nauchnij                | L. I. Cernîh                                           |
| 2387 Xi'an           | 1975 FX             | 17 martie 1975     | Nanking⁠(d)              | Purple Mountain Observatory⁠(d)                         |
| 2388 Gase            | 1977 EA2            | 13 martie 1977     | Nauchnij⁠(d)             | N. S. Cernîh                                           |
| 2389 Dibaj           | 1977 QC1            | 19 august 1977     | Nauchnij                | N. S. Cernîh                                           |
| 2390 Nežárka         | 1980 PA1            | 14 august 1980     | Kleť                    | Z. Vávrová⁠(d)                                          |
| 2391 Tomita          | 1957 AA             | 9 ianuarie 1957    | Heidelberg              | K. Reinmuth                                            |
| 2392 Jonathan Murray | 1979 MN1            | 25 iunie 1979      | Siding Spring           | E. F. Helin, S. J. Bus                                 |
| 2393 Suzuki          | 1955 WB             | 17 noiembrie 1955  | Nice                    | M. Laugier⁠(d)                                          |
| 2394 Nadeev          | 1973 SZ2            | 22 septembrie 1973 | Nauchnij⁠(d)             | N. S. Cernîh                                           |
| 2395 Aho             | 1977 FA             | 17 martie 1977     | Harvard Observatory⁠(d)  | Harvard Observatory⁠(d)                                 |
| 2396 Kochi           | 1981 CB             | 9 februarie 1981   | Geisei⁠(d)               | T. Seki                                                |
| 2397 Lappajärvi      | 1938 DV             | 22 februarie 1938  | Turku                   | Y. Väisälä⁠(d)                                          |
| 2398 Jilin           | 1965 UD2            | 24 octombrie 1965  | Nanking⁠(d)              | Purple Mountain Observatory⁠(d)                         |
| 2399 Terradas        | 1971 MA             | 17 iunie 1971      | El Leoncito⁠(d)          | C. U. Cesco⁠(d)                                         |
| 2400 Derevskaya      | 1972 KJ             | 17 mai 1972        | Nauchnij⁠(d)             | T. M. Smirnova                                         |